# Flavia la défroquée
Pour plus de détails, voir Fiche technique et Distribution.
Flavia la défroquée (Flavia, la monaca musulmana) est un film d'horreur franco-italien, réalisé par Gianfranco Mingozzi, sorti en 1974.

## Synopsis
Dans le Mezzogiorno, en 1480. Une jeune femme, Flavia Gaetani (Florinda Bolkan), est recluse dans un couvent par son père pour s'être émue du sort d'un guerrier sarrasin, mortellement blessé. Supportant mal les contraintes de la vie monacale, la jeune femme ressent très vite, de façon toujours plus pressante, les élans d'une sensualité qu'elle ne peut assouvir. Les horreurs et les tragédies du monde endurcissent l'âme de Flavia et l'amènent à proclamer la supériorité des femmes sur les hommes, qui sont cruels et ignorants.
Elle s'allie donc aux troupes musulmanes qui, lors de la bataille d'Otrante, débarquent à Otrante et passent la ville au fil de l'épée. Elle se rapproche de leur chef Ahmed, dont elle reçoit une terre pour un mariage d'amour. Elle l'encourage à massacrer les religieuses, les frères et les soldats qui s'opposent au débarquement. Flavia prend la tête de la révolte contre les chrétiens, mais après avoir refusé d'entrer dans le harem d'Ahmed, elle est abandonnée par celui-ci sur la plage au moment du départ des Sarrasins. Elle est alors capturée par les chrétiens, qui lui mettent une croix autour du cou et la transporte vers une colline où auront lieu les tortures.

## Fiche technique
Sauf indication contraire, les informations mentionnées dans cette section peuvent être confirmées par la base de données cinématographiques IMDb,  présente dans la section « Liens externes ».
- Titre : Flavia la défroquée
- Titre original : Flavia, la monaca musulmana
- Réalisation : Gianfranco Mingozzi
- Scénario : Gianfranco Mingozzi, Bruno Di Geronimo et Fabrizio Onofri, d'après l'histoire de Sergio Tau, Raniero Di Giovanbattista et Francesco Vietri
- Décors : Guido Josia
- Costumes : Guido Josia
- Photographie : Alfio Contini
- Montage : Ruggero Mastroianni
- Musique : Nicola Piovani
- Production : Gianfranco Mingozzi
- Société de production : Cinéphonic, Produzioni Atlas Consorziate (P.A.C.), R.O.C.
- Société de distribution : AB Filmverleih  Astronics Tele-Cine, Cinefear, Redemption Films, Scorpion Releasing, Shameless Screen Entertainment, Synapse Films, Worldwide Entertainment ,VZ-Handelsgesellschaft, Video Star, Vidimax Home Entertainment, X-Rated Kultvideo
- Pays d'origine :  Italie /  France
- Langue : italien
- Format : couleur (Technicolor) - 1,85:1 - DTS / Dolby Digital / SDDS - 35 mm
- Genre : drame, érotique, horreur
- Durée : 96 minutes
- Dates de sortie en salles : 
  -  France : 20 juin 1979
  -  Italie : 13 avril 1974
- Film interdit aux moins de 16 ans lors de sortie en salles en France (le film comporte quelques scènes violentes et érotiques).

## Distribution
- Florinda Bolkan : Flavia Gaetani
- Maria Casarès : sœur Agatha
- Claudio Cassinelli : Abraham
- Anthony Higgins : Ahmed
- Spiros Focás : le duc français
- Diego Michelotti : Don Diego, le père de Flavia
- Jill Pratt : la mère supérieure

## Lieux de tournage
Le film a été tourné en 1973 dans les Pouilles, dans le sud de l'Italie, principalement à Barletta (pour le château), Ostuni et Trani (pour la cathédrale).